# Les Paladins

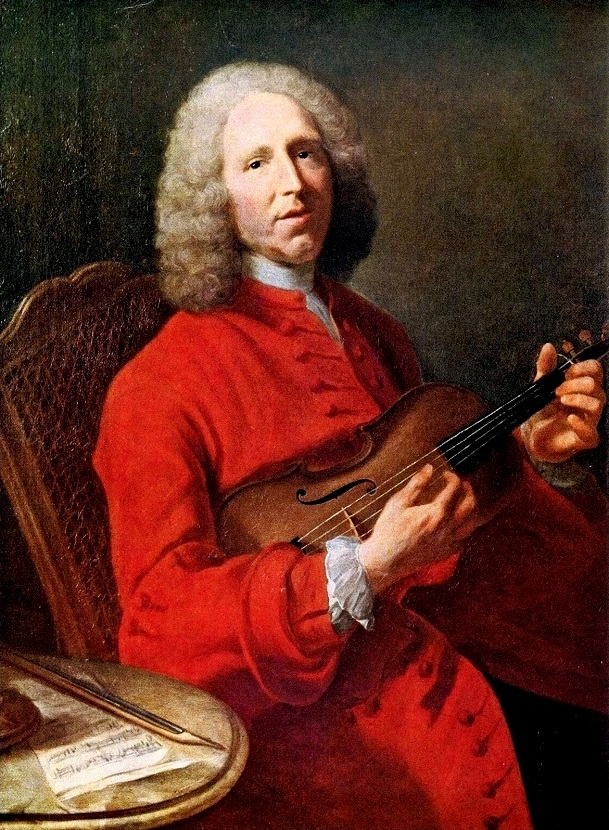
Jean-Philippe Rameau

Les Paladins är en opera (comédie lyrique) i tre akter med musik av Jean-Philippe Rameau. Librettisten är okänd men texten har tillskrivits Jean-François Duplat de Monticourt.

## Historia
Librettot är en slätstruken omarbetning av Jean de La Fontaines fabel Le petit chien qui secoue de l'argent et des pierreries (1671), i sin tur byggd på Canto XVIII ur Ariostos Den rasande Roland (1521). Den franske poeten Charles Collé kritiserade Rameaus val av dåliga librettister med orden:
"Detta trams kan endast härstamma från någon som inte har den minsta kunskap av drama, och som aldrig har skrivit vers; och jag tvekar inte att påstå att den avlidne Cahusac är en andra rangens Quinault jämförd med den klåpare som har misshandlat orden i detta libretto."
För att framställa Anselm som Argies förmyndare snarare än som hennes make ändrade librettisten temat från hanrej (otänkbart för en fransk 1700-talsopera) till rivalitet mellan en äldre och yngre friare. Operan innehåller även drag av fars och slapstick men utan att vara helt igenom komisk. Musiken är osedvanligt livlig för en kompositör i 70-årsåldern. Rameau anammade den nya tidens operanyhet och lät flera da capo-arior förekomma i själva handlingen snarare än i mellanakternas underhållning. Operan hade premiär den 12 februari 1760 på Parisoperan.

## Personer
- Anselme (bas)
- Argie (sopran)[3]
- Orcan (baryton)
- Nérine (sopran)
- Atis (haute-contre)
- La fée Manto (Fen Manto) (haute-contre)
- Un paladin (en paladin) (haute-contre)

## Handling
I republiken Venedig bor den unge riddaren Atis och den unga flickan Argie. Hon hålls fången i ett fort under uppsyn av Orcan på order av hennes förmyndare Anselme, som önskar gifta sig med henne. Med hjälp av förklädnare och bistånd av fen Manto lyckas Atis överlista den svartsjuke Anselme för att vinna Argies hand.